# اللغة والكلام (مجلة)
اللغة والكلام (بالإنجليزية: Language and Speech)‏ هي مجلة أكاديمية محكمة تنشر أوراقًا في مجالات علم اللغة، وعلم النفس التجريبي، وعلم السمع، وعلم أمراض النطق واللغة. محررا المجلة هما سينثيا كلوبر [الإنجليزية] (جامعة ولاية أوهايو) وهولجر ميترر [الإنجليزية] (جامعة مالطا). تصدر المجلة منذ عام 1958. تم نشره لأول مرة بواسطة كينغستون للخدمات الصحفية [الإنجليزية]، ومن منشورات سيج [الإنجليزية] الناشر منذ العام 2008.

## نطاق المجلة
توفر مجلة اللغة والكلام منتدى دوليًا للتواصل بين الباحثين في التخصصات التي تسهم في فهم الكلام واللغة. وتنشر المجلة تقارير عن أبحاث أصلية ومتعددة التخصصات، وتركز على الأبحاث القائمة على الكلمات، والأبحاث التجريبية والمراقبة، وذلك فيما يتعلق باللغة المنطوقة أو المكتوبة ضمن مجال النماذج اللغوية أو النفسية أو الحسابية.

## تاريخ المجلة
دينيس باتلر فراي (1907-1983)، أستاذ الصوتيات التجريبية بجامعة لندن (رئيس القسم 1958-1971)، كان المحرر المؤسس للمجلة في عام 1958، وتضمن عدد أكتوبر- ديسمبر 1978 مقالات على شرفه وقائمة بإصداراته.

## المحررين
- دينيس باتلر فراي [الإنجليزية] (كلية لندن الجامعية)
- برونو ريب [الإنجليزية] (مختبرات هاسكينز [الإنجليزية])
- روبرت لاد [الإنجليزية] وإلين جي بارد [الإنجليزية] (جامعة إدنبرة)
- إيرين فوجيل [الإنجليزية] وتيم بونيل [الإنجليزية] (جامعة ديلاوير) (2000-2012)
- مايكل فيتفيتش [الإنجليزية] وجوان سيرينو [الإنجليزية] (جامعة كانساس) (2013-2017)
- سينثيا كلوببر [الإنجليزية] وهولجر ميترر [الإنجليزية] (2017 إلى الوقت الحاضر)

## المستخلصات والفهرسة
يتم تلخيص اللغة والكلام وفهرستها، من بين قواعد بيانات أخرى: سكوبس، ومؤشر الاقتباس في العلوم الاجتماعية [الإنجليزية]. وفقًا لتقارير الاستشهاد بالمجلات الأكاديمية، فإن عامل التأثير لعام 2016 هو 1.471، حيث وصلت للمرتبة 14/25 في علم السمع وأمراض النطق واللغة.

## روابط خارجية
- الموقع الرسمي